# Phthiracarus subdolus
Phthiracarus subdolus är en kvalsterart som beskrevs av Wojciech Niedbała 1983. Phthiracarus subdolus ingår i släktet Phthiracarus och familjen Phthiracaridae. Inga underarter finns listade i Catalogue of Life.